# Staromelóvoie
Staromelóvoie (en rus: Старомеловое) és un poble de l'óblast de Kursk, a Rússia, que en el cens del 2010 tenia 367 habitants. Pertany al districte rural de Gorxétxnoie.